# Ton Barge
Johannes Antonius James (Ton) Barge (Semarang (Java, Nederlands-Indië) 27 januari 1884 – Leiden, 18 februari 1952) was een Nederlands medicus en Eerste Kamerlid voor de Roomsch-Katholieke Staatspartij (RKSP) en later de Katholieke Volkspartij (KVP), hoogleraar anatomie en embryologie en rector magnificus van de Rijksuniversiteit Leiden. Hij staat bekend als een fel criticus van de rassenleer en het Arisch ras.

## Levensloop
Barge was de zoon van Johannes Antonius Barge, makelaar in koffie, en Susanna Margaretha Roselje. Op 1 juli 1919 trouwde hij met Theresia Antoinette Maria Dreesmann (1893-1991). Uit dit huwelijk werden 2 zoons en 2 dochters geboren. Op 19 mei 1909 legde hij het artsexamen af aan de Universiteit van Amsterdam. Op 1 juli 1912 promoveerde Barge op het proefschrift Friesche en Marker schedels. Een bijdrage tot de kennis van de anthropologie der bevolking van Nederland. Begin 1919 volgde hij te Leiden de naar Utrecht vertrokken J. Boeke op als hoogleraar anatomie en embryologie. Barge was een deskundig en populaire hoogleraar en eind jaren dertig ook rector van de Rijksuniversiteit Leiden. Barge was daarnaast van 21 september 1937 tot 20 oktober 1949 lid van de Eerste Kamer, met onderbreking van de bezettingsjaren.
In Leiden is de Bargelaan (ten dele voorheen Terweepark) naar hem vernoemd (nabij het Station Leiden Centraal).

## Tweede Wereldoorlog
Op 26 november 1940 gaf Barge naar aanleiding van het ontslag van verschillende Joodse collega's een openbaar college over de onzin van de rassenleer. Hij maakte door middel van een wetenschappelijk betoog duidelijk dat het "Joodse ras" en het "Duitse ras" niet bestaan. Het college deed veel stof opwaaien bij de medische studenten, die uiteindelijk besloten zich bij de staking van de Leidse rechtenstudenten aan te sluiten. Deze waren in staking gegaan vanwege het ontslag van de Joodse medewerkers van de universiteit.
Het college werd door de Duitse bezetter niet opgemerkt. Anderhalf jaar na het protestcollege werd Barge echter alsnog opgepakt. Hij was 8 maanden als gijzelaar geïnterneerd in St. Michielsgestel, waar hij ook voordrachten gaf over zijn vakgebied.

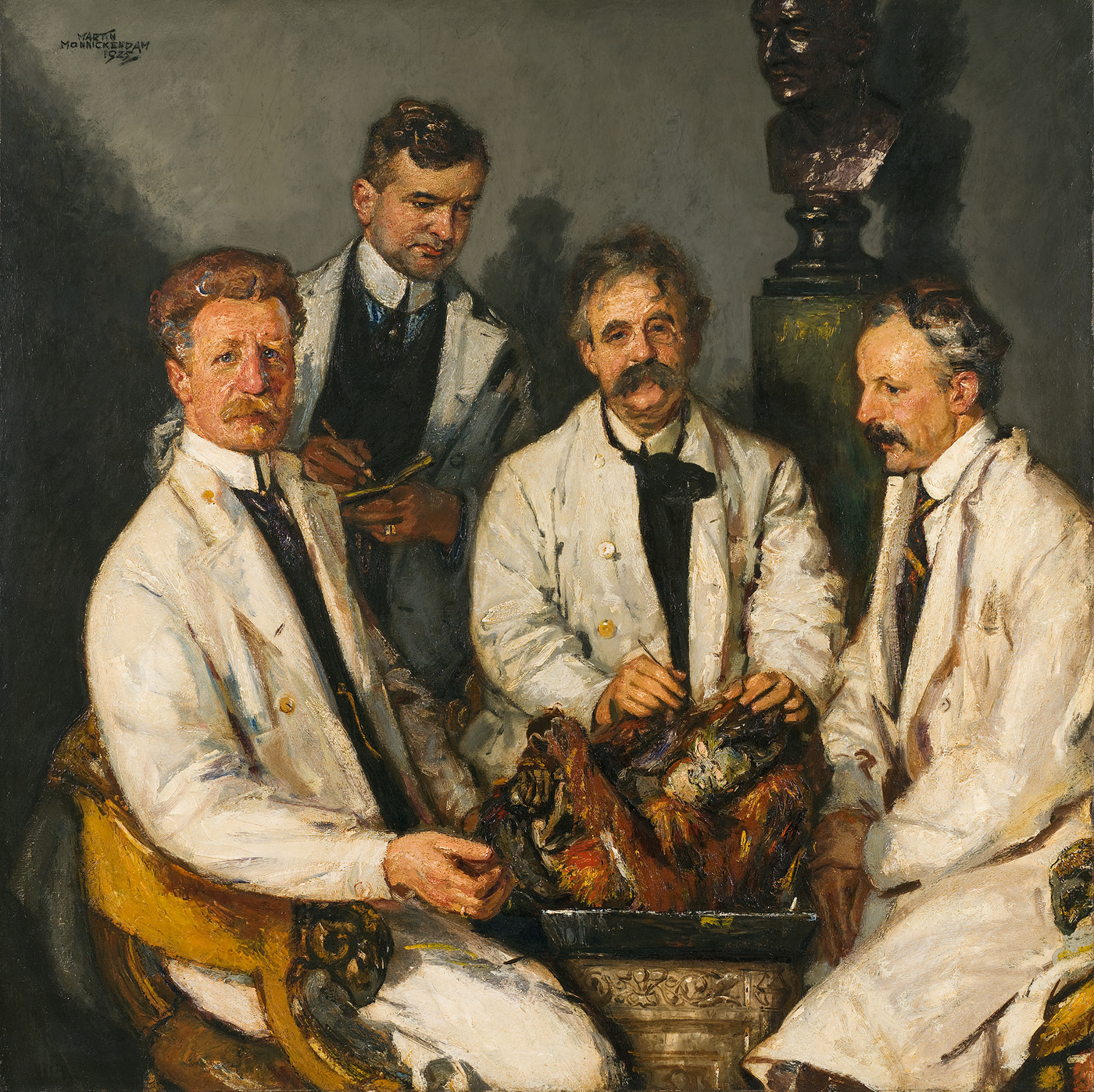
Anatomische les van Prof. L. Bolk door Martin Monnickendam. V.l.n.r.: Boeke, Barge, Bolk en Van den Broek
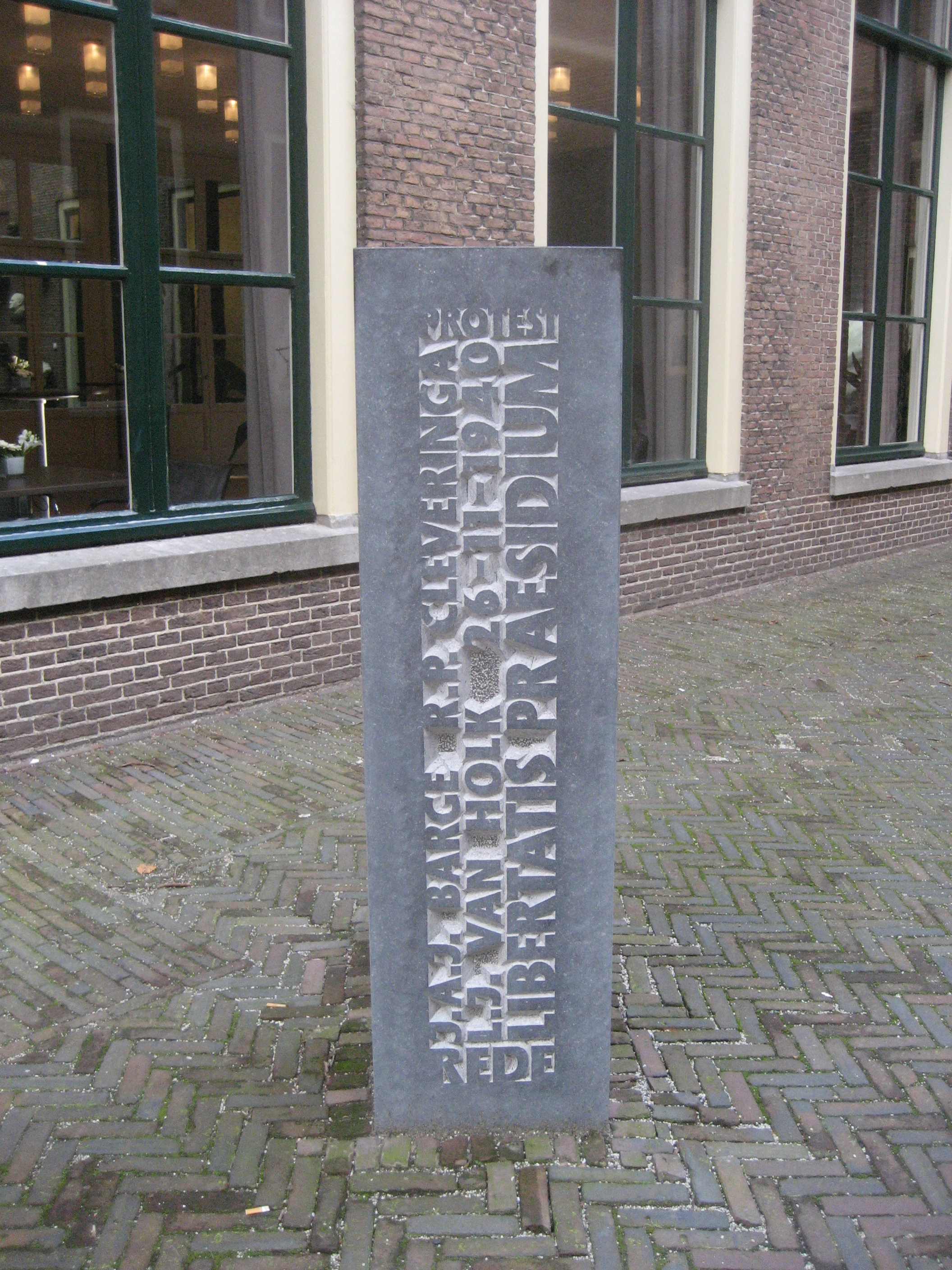
Herdenkingszuil 26-novemberlezingen

## Externelink
- Profiel bij Universiteit Leiden

- Biografisch Portaal: 03914497
- Digitale Bibliotheek voor de Nederlandse Letteren: barg002
- Gemeinsame Normdatei: 128130652
- International Standard Name Identifier: 0000 0001 0858 0351
- Library of Congress Control Number: no2016055973
- Nederlandse Thesaurus van Auteursnamen: 069171777
- Parlement.com: vg09lkxqcoty
- Système universitaire de documentation: 061046353
- Virtual International Authority File: 62590824
- WorldCat: E39PBJtcDYBwhcmx93GQHG67pP